# جورج هيل (متزلج فني)
جورج هيل (بالإنجليزية: George Hill)‏ هو متزلج فني أمريكي، ولد في 24 أبريل 1907 في بوسطن في الولايات المتحدة، وتوفي في 4 مايو 1992.

## وصلات خارجية
- جورج هيل على موقع أوليمبيديا (الإنجليزية)